# Tramwaje w Piatigorsku

Schemat sieci tramwajowej

Tramwaje w Piatigorsku – system tramwajowy działający w rosyjskim mieście Piatigorsk.

## Historia
Pierwsze prace budowlane nad linią tramwajową ruszyły w lutym 1903. Tramwaje w Piatigorsku uruchomiono 1 września 1903 na dwóch liniach. Natomiast regularny ruch rozpoczęto 5 maja 1904. Łączna długość linii wynosiła 8,2 km. Obie linie były jednotorowe. W 1924 otwarto trzecią trasę Железнодорожный вокзал – Скачки, długość tras w Piatigorsku wzrosła do 13,2 km. Kolejną linę otwarto 25 czerwca 1926 na trasie Радоновые ванны – Горячеводская площадь. Po otwarciu tej linii długość tras wzrosła do 16,7 km. W 1957 długość tras wyniosła 17,5 km. W 1963 otwarto dwie nowe linie:
- Skaczki – Biełaja Romaszka
- Gorjacziewodskaja – Biełaja Romaszka

Po otwarciu tych tras długość tras w Piatigorsku wyniosła 27,2 km. W 1981 otwarto nową zajezdnię, długość tras wyniosła 41,5 km. 1 stycznia 1996 otwarto dwie nowe trasy po których kursują linie nr 7 i 8, długość tras wyniosła 47,8 km z czego 42,8 km są wykorzystywane w ruchu liniowym. Obecnie w Piatigorsku funkcjonuje jedna zajezdnia tramwajowa zlokalizowana przy pętli 5. Pierieułok, druga starsza zajezdnia zlokalizowana przy dworcu kolejowym pełni funkcję bazy dla służb torowo-sieciowych.

## Linie
W Piatigorsku funkcjonuje obecnie 8 linii:
- 1: Kołchoznaja Płoszczad – Miasokombinat
- 2: 5. Pierieułok – Biełaja Romaszka
- 3: Gieorgijewskaja – Skaczki
- 4: Gieorgijewskaja – Biełaja Romaszka
- 5: Gieorgijewskaja – 5. Pierieułok
- 6: Skaczki – Biełaja Romaszka
- 7: Kołchoznaja Płoszczad – Mikrorajon Besztau
- 8: Gieorgijewskaja – Mikrorajon Besztau

## Tabor
W 1903 posiadano 11 wagonów silnikowych oraz 8 wagonów doczepnych. Do 1940 w Piatigorsku było 40 tramwajów w tym:
- 28 wagonów silnikowych
- 12 wagonów doczepnych

Najstarszymi tramwajami kursującymi po Piatigorsku są wagony Tatra T3. W latach 1988–1994, dostarczono 35 tramwajów Tatra KT4, łącznie 35 wagonów o nr 120−154. W następnych latach dostarczono 8 używanych tramwajów z Erfurtu i Chociebuża. Jedynymi tramwajami produkcji rosyjskiej w Piatigorsku są dostarczone w latach 1995–1997 wagony KTM-15 w ilości 11 sztuk. Ostatnimi dostarczonymi tramwajami są wagony z Halle typu Tatra T4. Łącznie w Piatigorsku jest 75 wagonów:
| typ         | sztuk |
| ----------- | ----- |
| Tatra KT4SU | 34    |
| Tatra T4D   | 18    |
| KTM-15      | 11    |
| Tatra KT4D  | 8     |
| Tatra T3SU  | 4     |

Tabor techniczny składa się z 6 tramwajów Tatra T3SU.